# Агномен
Агно́мен — (лат: [aŋˈnoːmen]), в римских именах — личное прозвище, кличка.

## История вопроса
Слово «агномен» (также пишется адномен) произошло из приставки ad «к, до, по направлению» и nōmen «имя», буквально «доименник».
В более раннюю эпоху аналогичную функцию выполнял когномен. Тем не менее, когномены, в конечном итоге стали фамилиями, поэтому агномены были необходимы, чтобы различать одноимённых лиц. Так как номен, когномен, а часто и преномен, передавались по наследству, то агномен нередко становился необходимостью.
Поскольку агномен был дополнительным и необязательным компонентом в Римском имени, не все римляне имели агномены (или не все они сохранились в исторической памяти).

## Происхождение агноменов
Агномены, как и любые прозвища, обычно присваивались человеку окружающими (родственниками, друзьями и т. п.). Обычно они связывались с тремя моментами:
- внешностью, физическими свойствами, иногда физическими недостаткам (например, Красс [«жирный»] и Пульхр [«прекрасный»]);
- личными качествами (например, Супербус, букв. «надменный»);
- запоминающимися деяниями (например, Сципион имел агномены «Африканский» и «Критский» из-за своих побед в Африке и на Крите).

## Агномены в использовании
Агномены, полностью заменяющие имя человека в использовании, редки. Одним из таких примеров, когда прозвище полностью заменяло имя человека в историческом дискурсе, был римский император, известный как Калигула. Это имя использовалось вместо, а не вместе с его полным именем, которое звучало как Гай Юлий Цезарь Август Германик. Гай — преномен (личное имя), Юлий — номен (то есть, из рода Юлиев), Цезарь — когномен (из семьи Цезарей), Калигула — агномен (личное прозвище). Сам агномен «Калигула» (буквально «сапожок», уменьшительное от калига «сапог») от римских солдат. В детском возрасте Калигула, сопровождая своего отца Германика в походах в Северную Германию, любил переодеваться в одежду легионера и у него были маленькие сапожки, в честь которых он и получил прозвище.
В свою очередь, Германик получил агномен в 9 г. до н. э., в связи с тем, что его отец Нерон Клавдий Друз был посмертно награждён в честь его победы над германскими племенами. При рождении Германик был известен как Нерон Клавдий Друз в честь своего отца или Тиберий Клавдий Нерон в честь своего дяди.

## Агномены и псевдоним
Агномен — это не псевдоним. Это дополнение, а не замена полного имени человека.
В англоязычном мире существует подобие агноменов, они обычно обозначаются арканимом a.k.a. — «Also known as» («также известен как»). Обычно они пишутся в кавычках между именем и фамилией — например, Майк «Железный» Тайсон.